# شمیانوویتسه شلانسکیه
شمیانوویتسه شلانسکیه (به لهستانی:  Siemianowice Śląskie) یک منطقهٔ مسکونی در لهستان است که در استان سیلسیان واقع شده‌است. شمیانوویتسه شلانسکیه ۲۵٫۵ کیلومتر مربع مساحت و ۶۹٬۷۱۳ نفر جمعیت دارد.

## خواهرخوانده
شهرهای موهاچ، وترولو، یابلونکوو و کمپیا تورزی خواهرخوانده‌های شمیانوویتسه شلانسکیه هستند.